# 9 de Octubre FC
Asociación Deportivo 9 de Octubre – ekwadorski klub piłkarski z siedzibą w mieście Guayaquil, stolicy prowincji Guayas.

## Historia
Założony 18 kwietnia 1926 roku klub 9 de Octubre zadebiutował w pierwszej lidze w 1962 roku, zajmując w niej 4. miejsce. Ponieważ w 1964 roku kluby z prowincji Guayas nie wzięły udziału w rozgrywkach ligowych, 9 de Octubre również pauzował. Ale w następnym roku osiągnął swój największy sukces – wicemistrzostwo Ekwadoru. Jak dotąd klub nie zdołał dokonać niczego większego, poza dwukrotnym wicemistrzostwem kraju w latach 80. W 1995 roku klub spadł z pierwszej ligi i jak dotąd do niej nie powrócił. Obecnie gra w trzeciej lidze ekwadorskiej Segunda Categoría.

## Osiągnięcia

### Krajowe
- Serie A

| zwycięstwo (0):     | –                |
| drugie miejsce (3): | 1965, 1983, 1984 |